# دیزرکلا
دیزرکلا، روستایی است از توابع بخش مرکزی شهرستان نوشهر در استان مازندران ایران.

## جمعیت
این روستا در دهستان بلده کجور قرار دارد و براساس سرشماری مرکز آمار ایران در سال ۱۳۸۵، جمعیت آن ۲۵۰ نفر (۶۴خانوار) بوده‌است. مردم دیزرکلا از قومیت طبری هستند. مردم دیزرکلا به زبان طبری با گویش کجوری سخن می‌گویند.